# レイシガイ属
レイシガイ属（茘枝貝属、Reishia）は、アッキガイ科 Muricidae に属する巻貝で、約2 - 3 cm程度の表面に凹凸がある貝殻をもち、潮間帯の磯で普通にみられるイボニシやレイシガイを含む分類群である。和名の「レイシ」は、果樹レイシ（茘枝、ライチ、Litchi chinensis）に由来する。従来は Thais 属の Reishia 亜属として記されていたが、近年では Thais 属とは分けて Reishia 属として分類されるようになった。

## 外観
殻高 5 cm 以下の凹凸や突起が並んだやや太短い紡錘形で、殻口は比較的広く開く。螺層に細い螺溝がまかれるが、生時は藻類に覆われて殻表面が見えない場合がある。同種内での変異が多い。角質の外核型の蓋を持ち、歯舌は尖舌型。

## 生態
潮間帯の岩礁に棲み、フジツボや他の貝を捕食して生きる。産卵は夏季で、管型の卵嚢を縦に林立するように潮間帯下部の岩上に多数産みつける。

## 分布
日本から東南アジアにかけての西太平洋沿岸に分布。

## 下位分類
本属はチリメンボラ亜科 Rapaninae に分類される。本属と近縁のチリメンボラ亜科の分岐図を右に略記した。
レイシガイ属 Reishia Kuroda & Habe, 1971 に属する貝として以下の種が知られている。
- Reishia bitubecularis (Lamarck, 1822)

オーストラリア北部～東南アジア産。黒白の縦縞模様で突起が出る。殻口は黒白または白色。
- Reishia bronni (Dunker, 1860) - レイシガイ

貝殻に白いコブが並び、白色の石灰藻でおおわれる。日本から東南アジアにかけての潮間帯下に棲む。分子系統解析の結果、クリフレイシ Reishia luteostoma と同種であることが示唆されている。
- Reishia clavigera (Küster, 1860) - イボニシのC型[18][19]
- Reishia jubilaea (K.-S. Tan & Sigurdsson, 1990) = Reishia luteostoma[17][20]
- Reishia keluo (K.-S. Tan & L.-L. Liu, 2001)

台湾産。レイシガイと似る。
- Reishia luteostoma (Holten, 1802) - クリフレイシ [19]

貝殻に先が黒色の突起が並ぶ。殻口内が橙色。
- †Reishia nakamurai (Makiyama) - “ナカムラレイシ”

前期更新世(2 Ma)の種。
- Reishia problematica (F. Baker, 1891) - イボニシのP型[18][23]

## 化石
“ナカムラレイシ”の化石が前期更新世(2 Ma)の静岡県の掛川層群で見つかっている。R. luteostoma と似ているが、細い螺溝が明らか。またイボニシの化石が愛知県の渥美層群から見つかっている。

## 人との関係
江戸時代後期の武蔵石壽による「目八譜」に、「茘枝(れいし) (雲法螺)」としてレイシガイ、「鐡茘枝」としてイボニシが紹介されているほか「痣辛螺(ほくろにし) 通称疣辛螺(いぼにし)」としてクリフレイシが図示され、「茘枝介ト大同小異ノ者也」と記されている。昭和時代から平成時代にかけての有機スズ化合物による海洋汚染の影響で、メスにペニス状突起が発現することが知られている。食用になる一方で、養殖牡蠣を食べることが懸念されている。